# Bill Cunningham
Bill Cunningham (jako William Cunningham, 23. leden 1950, Memphis, Tennessee) je americký hudebník, nejvíce známý jako původní baskytarista a klávesista skupiny The Box Tops.